# Gomosto
Gomosto  este un oraș în Grecia în Prefectura Ahaia.